# Camerons Brewery
Die Camerons Brewery ist ein Unternehmen in Hartlepool, das die dortige Lions Brewery betreibt. 2012 wurden 900.000 Barrels Bier produziert.

## Geschichte

### Anfänge
William Waldon (1805–1854), ein Bauer aus Gainford, gründete hier 1852 die Lion Brewery in Stranton (heute ein Teil von West Hartlepool). Nach dem Tod Waldons 1854 ging die Brauerei an seine Witwe Jane. 1865 wurde John William Cameron angestellt um die Brauerei zu führen. 1872 pachtete er die Brauerei für 21 Jahre. 1875 wurde die Brauerei neu errichtet und ein Jahr später, 1876 erweitert. 1892 folgte ein weiterer Neubau. Nach Ablauf des Pachtvertrags 1893 erwarb Cameron die Brauerei von den Waldons für 34.442 Pfund 1894 erfolgte der Börsengang des Unternehmens. 1895 wurde die Brunswick Brewery in Hartlepool mit rund 80 Pubs übernommen und 1898 geschlossen. 1897 wurde die Lion Brewery weiter ausgebaut. Die Kapazität lag nun bei 130.000 Barrels je Jahr. 1899 begann Cameron mit dem Abfüllen von Mineralwasser.

### Wachstum ab 1910
1910 wurde die Heslop's Grange Brewery in Stockton mit 28 Pubs erworben. Während des Ersten Weltkrieges wurde die Brauerei 1915 durch deutsche Granaten beschädigt. 1920 starb der Gründer Watson Cameron. Nachfolger in der Führung der Brauerei wurden A. J. Morgan und H. J. Hewlett. 1922 trat Watsons Sohn, John Watson Cameron, in das Unternehmen ein. 1935 wurde er Chairman und Managing Director. 1953 wurde eine Mehrheitsbeteiligung an John J. Hunt erworben, die die Ebor Brewery in York und die Scarborough & Whitby Breweries betreibt. Es folgte 1959 die Übernahme der West Auckland Brewery und 1961 die Russell & Wrangham of Malton Brewery. 1971 übernahm John Martin Cameron die Geschäftsführung.

### Verlust der Eigenständigkeit
Im Januar 1974 erwarb Ellerman Lines, eine bedeutende britische Reedereigesellschaft, einen 25-%-Anteil an den Cameron-Brauereien. Ein Jahr darauf, 1975, erwarb die Ellerman Lines die Mehrheit des Unternehmens, um sich von der rückgängigen Schifffahrtsbranche unabhängiger zu machen. Ab 1980 wurde in Lizenz der Dortmunder Actien-Brauerei, Hansa Lager gebraut. Camerons investierte 2 Millionen Pfund in die Brauereieinrichtung, um untergärige Bier brauen zu können. Die Umsätze der Brauerei lagen 1981 bei 51 Millionen Pfund. Der Marktanteil lag bei 1 % im gesamten britischen Biermarkt. Die Muttergesellschaft Ellerman Lines wurde 1983 von den Investoren David und Frederick Barclay für 45 Millionen Pfund gekauft. Diese teilten das Unternehmen auf und wollten die Brauereisparte für 45 Millionen Pfund an Scottish & Newcastle veräußern. Die britische Monopolies and Mergers Commission untersagte aber den Verkauf. 1985 hielt Cameron bereits 5 % am Biermarkt im Vereinigten Königreich.
1988 konnten die Barclay-Brüder das Ellerman-Braugeschäft schließlich doch verkaufen, für 248 Millionen Pfund an den Konzern Brent Walker. 1989 wurden bei einer Kapazität von 500.000 Barrels rund 400.000 Barrels gebraut.
1992 verkaufte die hochverschuldete Brent Walker die Brauerei und einen Teil der Pubs an Wolverhampton & Dudley (W&D) für 18,7 Millionen Pfund. Der Rest des Immobilien- und Pub-Besitzes wurde von Brent Walker in die Pubmaster-Gruppe abgespalten und 1996 für insgesamt 171,3 Millionen Pfund verkauft.
W&D baute darauf Personal ab, die Belegschaft schrumpfte von 360 auf 120, und Teile der Brauerei wurden stillgelegt, nachdem man den Lizenzbrauvertrag mit Labatt aufgekündigt hatte.
1997 wurde das Lizenzbraugeschäft mit der Produktion von Foster’s Lager wiederaufgenommen. In der Folgezeit investierte W&D stark in die Brauerei. 1998 wurden für 1 Million Pfund neue Gär- und Filtrationsanlagen in Betrieb genommen und 1999 investierte man 500.000 Pfund für die Reaktivierung der stillgelegten Brauereiteile. Man brauchte den Platz, um die gewonnenen Lizenzabkommen zur Produktion von Harp-Lager, Heineken und Kronenbourg einhalten zu können.

### Wieder in Privatbesitz
David Soley, Besitzer der Castle Eden Brewery in Hartlepool, übernahm Camerons im April 2002 für 35 Millionen Pfund. Er verlagerte seinen Betrieb komplett zu Cameron. 2002 wurde das Lizenzabkommen mit Kronenbourg verlängert und 2003 für 500.000 Pfund eine neue Flaschenabfüllanlage in Betrieb genommen. Ebenso wurde die Brauerei um eine Microbrauerei erweitert. Ab 2008 wurde die Kapazität auf bis zu 1.000.000 Barrels ausgebaut. Vertraglich wird Cameron Kronenbourg 1664, Foster's und John Smith's Bitter bis 2019 in Lizenz brauen. Seit Ende 2016 braut die Brauerei in Zusammenarbeit mit der Band Motörhead das Bier Motörhead Röad Crew.